# Theune Spa Management
Die Theune Spa Management GmbH ist ein Kölner Betreiber von Wellness- und Spa-Anlagen in Deutschland. Das Unternehmen beschäftigt 700 Mitarbeiter und erwirtschaftet 60 Millionen Euro Umsatz im Jahr. Der Hauptsitz befindet sich im Rheinauhafen. Das Unternehmen wird von den Brüdern Markus und Stephan Theune geführt. 
Der Gruppe gehören das Neptunbad und die Claudius-Therme in Köln sowie die vabali in Düsseldorf, Berlin und Hamburg an.

## Geschichte
1991 erbaute Gerhard Theune das Erlebnisbad Aqualand in Köln. Schnell stießen seine beiden Söhne Markus und Stephan ins Unternehmen hinzu. Das Aqualand wurde ein Jahr später verkauft, und man investierte in den aufkommenden Wellnessboom. Dafür wurde das Grundstück des 1986 abgebrannten Thermalbads im Kölner Rheinpark gekauft und 1996 als Claudius-Therme neu eröffnet.
1999 wurde das Kölner Neptunbad erworben und 2002 als Wellness- und Fitnessanlage wiedereröffnet. Die Bali-Therme im Kurort Bad Oeynhausen wurde 2005 der staatlichen Staatsbad-Gesellschaft abgekauft.
Eine Übernahme von Gut Sternholz in Hamm war im Jahr 2007. Im gleichen Jahr wurde auch das insolvente Liquidrom in Berlin übernommen. Als kompletter Neubau wurden 2014 das vabali in Berlin, 2017 das vabali in Düsseldorf und 2022 das Vabali in Hamburg (Glinde) errichtet.
Um sich komplett auf Wellnessanlagen in Großstädten zu konzentrieren, wurde 2017 das Liquidrom in Berlin verkauft. Außerdem wurden 2018 die Bali-Therme in Bad Oeynhausen und das Gut Sternholz in Hamm veräußert.